# منتخب قبرص تحت 17 سنة لكرة القدم
منتخب قبرص تحت 17 سنة لكرة القدم هو ممثل قبرص الرسمي في المنافسات الدولية في كرة القدم
، يديريه اتحاد قبرص لكرة القدم.